# Памятник Некрасову (Санкт-Петербург)
Памятник Н. А. Некрасову — памятник-бюст, расположенный в Санкт-Петербурге, в сквере у дома № 37 по Литейному проспекту. Посвящён Николаю Алексеевичу Некрасову, признанному классику русской литературы, тесно связанному с Санкт-Петербургом своей жизнью и творчеством. Автором проекта является скульптор В. В. Лишев. Это единственный сохранившийся памятник Санкт-Петербурга, установленный в рамках ленинского плана монументальной пропаганды. Памятник Некрасову является объектом культурного наследия федерального значения.

## История
Данный памятник Некрасову стал вторым произведением, созданным В. В. Лишевым в рамках ленинского плана монументальной пропаганды (первым был гипсовый бюст Карла Маркса в Новой Ладоге, ныне утраченный). Отливка бронзового бюста осуществлялась в 1-й Государственной мастерской художественного литья мастером В. З. Гавриловым. Памятник-бюст был установлен в 1922 году в саду Прудки на углу улицы Некрасова и Греческого проспекта. В 1946 году, когда праздновалось 125-летие со дня рождения поэта, бюст перенесли на Литейный проспект и установили в сквере у дома № 37 наискосок от дома № 36, где последние 20 лет жил Николай Алексеевич Некрасов. Тогда же в доме № 36 был открыт мемориальный музей-квартира Некрасова. Дом № 37, в сквере у которого расположен памятник, ранее принадлежал министру государственных имуществ. Этот сквер фигурирует в произведении Некрасова «Размышления у парадного подъезда»:

Вот парадный подъезд.

По торжественным дням,

Одержимый холопским недугом,

Целый город с каким-то испугом

Подъезжает к заветным дверям …

## Описание
Данный памятник Некрасову представляет собой скромный бронзовый бюст, выполненный в реалистической манере. Бюст расположен на прямоугольном постаменте из тёмно-серого лабрадорита, стоящем на красном гранитном основании. На лицевой стороне постамента накладными бронзовыми литерами выложена надпись: «Н. А. Некрасов». На накладной бронзовой доске указаны годы рождения и смерти: «1821-1877». В районе правого плеча скульптуры видна подпись автора: «Леп. В. В. Лишев»; подпись с задней стороны: «1-я Гос. Мас. Худож. литья / отл. В. З. Гаврилов». Высота бюста составляет 0,77 м, высота постамента — 2,3 м.
Лицо Некрасова сосредоточено, брови сдвинуты. В этом образе скульптор передаёт психологическую характеристику поэта. Его лицо одухотворено, игра света и тени придаёт образу особую взволнованность.